# Svobodné Heřmanice
Svobodné Heřmanice (en allemand : Frei Hermersdorf) est une commune du district de Bruntál, dans la région de Moravie-Silésie, en République tchèque. Sa population s'élevait à 557 habitants en 2021.

## Géographie
Svobodné Heřmanice se trouve à 6 km au sud-est de Horní Benešov, à 16 km à l'est-sud-est de Bruntál, à 45 km à l'ouest-nord-ouest d'Ostrava et à 232 km à l’est de Prague.
La commune est limitée par Horní Životice au nord-est, par Velké Heraltice au nord-est et à l'est, par Bratříkovice au sud-est, par Jakartovice au sud, et par Staré Heřminovy à l'ouest.

## Histoire
La première mention écrite de la localité date de 1250.

## Transports
Par la route, Svobodné Heřmanice se trouve à 7 km de Horní Benešov, à 19 km de Bruntál, à 54 km d'Ostrava et à 308 km de Prague.

## Galerie

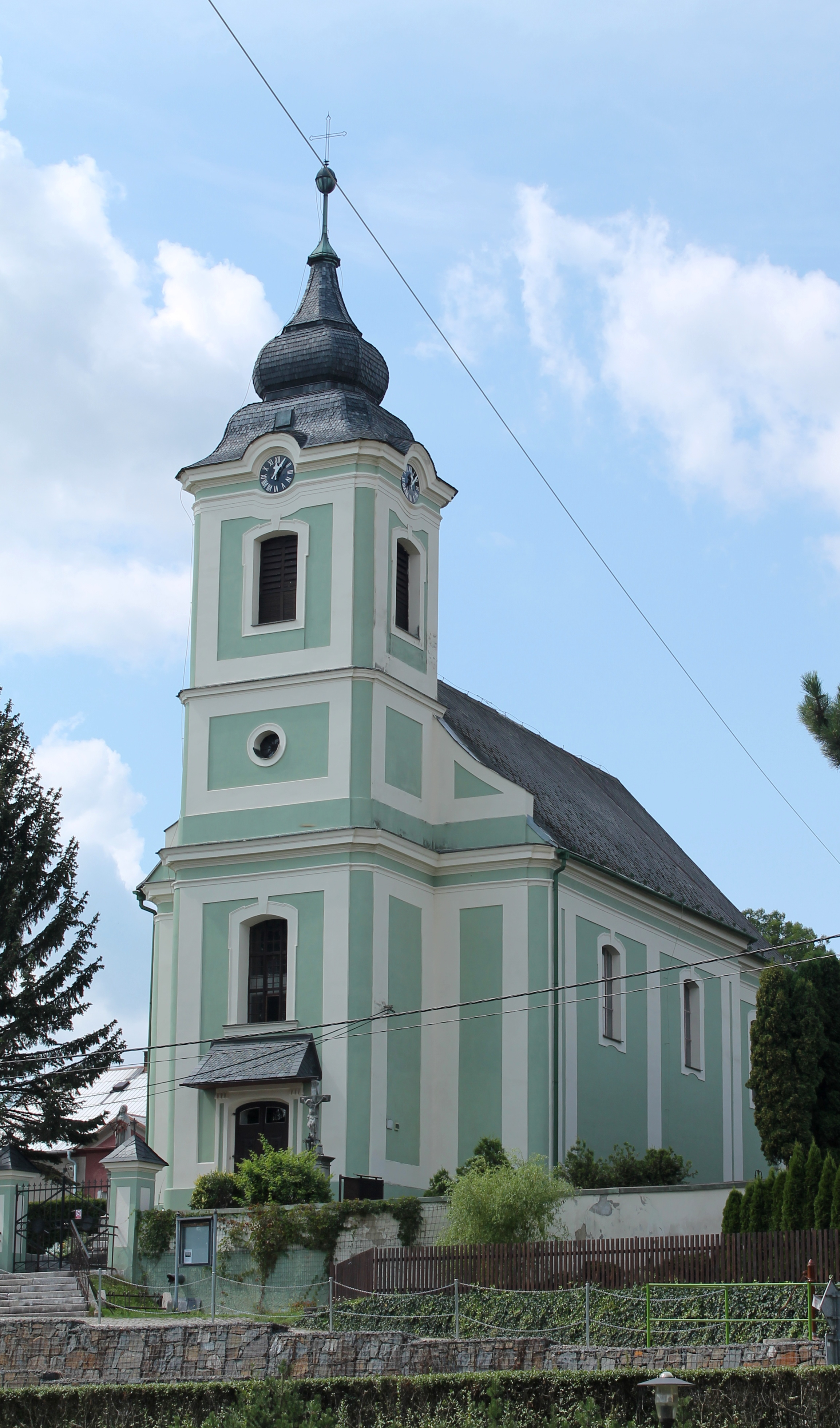
Église de la Sainte-Trinité.
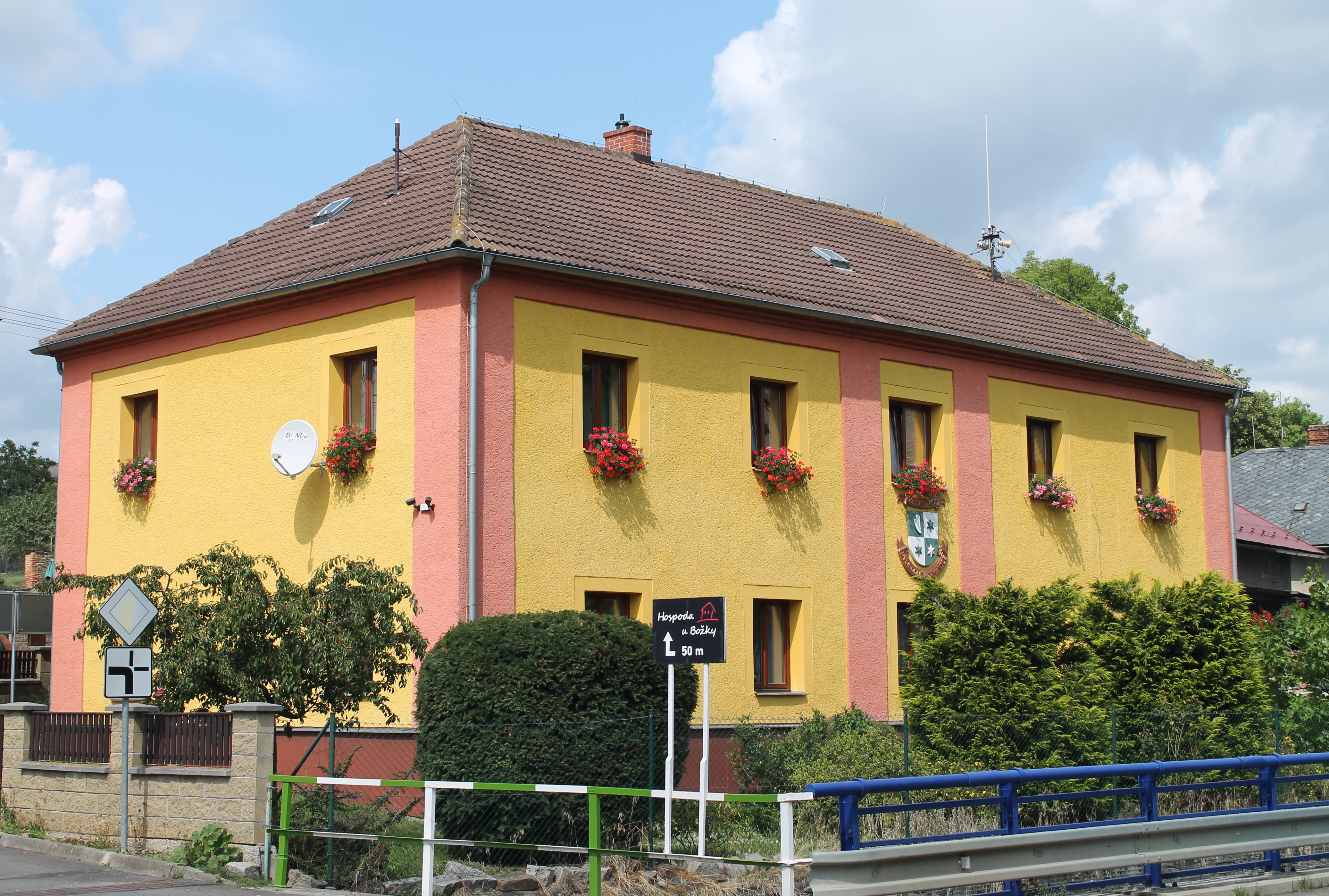
Svobodné Heřmanice : la mairie.